# Carreño
Carreño é um concelho (município) da Espanha na província e Principado das Astúrias. Tem 66,7 km² de área e em 2019 tinha 10 337 habitantes (densidade: 155 hab./km²).

## Monumentos
- Ermita de San Antonio
- Ermita de San Roque
- Faro de Candás

## Divisões
Carreño está dividida em 12 paróquias civis (freguesias):
1. Candás
2. Perlora
3. Albandi
4. Carrió
5. Prendes
6. Pervera
7. Piedeloro
8. Guimarán
9. Logrezana
10. El Valle
11. Ambás
12. Tamón

## Demografia
| Variação demográfica do município entre 1991 e 2004 | Variação demográfica do município entre 1991 e 2004 | Variação demográfica do município entre 1991 e 2004 | Variação demográfica do município entre 1991 e 2004 |
| --------------------------------------------------- | --------------------------------------------------- | --------------------------------------------------- | --------------------------------------------------- |
| 1991                                                | 1996                                                | 2001                                                | 2004                                                |
| 11062                                               | 10533                                               | 10564                                               | 10435                                               |